# Singly na prvním místě v roce 1996 (USA)
Jedničky hitparády Hot 100 za rok 1996 podle časopisu Billboard.
| Datum         | Píseň                               | Umělec                                          |
| 6. ledna      | One Sweet Day                       | Mariah Carey a Boyz II Men                      |
| 13. ledna     | One Sweet Day                       | Mariah Carey a Boyz II Men                      |
| 20. ledna     | One Sweet Day                       | Mariah Carey a Boyz II Men                      |
| 27. ledna     | One Sweet Day                       | Mariah Carey a Boyz II Men                      |
| 2. února      | One Sweet Day                       | Mariah Carey a Boyz II Men                      |
| 9. února      | One Sweet Day                       | Mariah Carey a Boyz II Men                      |
| 16. února     | One Sweet Day                       | Mariah Carey a Boyz II Men                      |
| 23. února     | One Sweet Day                       | Mariah Carey a Boyz II Men                      |
| 2. března     | One Sweet Day                       | Mariah Carey a Boyz II Men                      |
| 9. března     | One Sweet Day                       | Mariah Carey a Boyz II Men                      |
| 16. března    | One Sweet Day                       | Mariah Carey a Boyz II Men                      |
| 23. března    | Because You Loved Me                | Celine Dion                                     |
| 30. března    | Because You Loved Me                | Celine Dion                                     |
| 6. dubna      | Because You Loved Me                | Celine Dion                                     |
| 13. dubna     | Because You Loved Me                | Celine Dion                                     |
| 20. dubna     | Because You Loved Me                | Celine Dion                                     |
| 27. dubna     | Because You Loved Me                | Celine Dion                                     |
| 4. května     | Always Be My Baby                   | Mariah Carey                                    |
| 11. května    | Always Be My Baby                   | Mariah Carey                                    |
| 18. května    | Tha Crossroads                      | Bone Thugs-N-Harmony                            |
| 25. května    | Tha Crossroads                      | Bone Thugs-N-Harmony                            |
| 1. června     | Tha Crossroads                      | Bone Thugs-N-Harmony                            |
| 8. června     | Tha Crossroads                      | Bone Thugs-N-Harmony                            |
| 15. června    | Tha Crossroads                      | Bone Thugs-N-Harmony                            |
| 22. června    | Tha Crossroads                      | Bone Thugs-N-Harmony                            |
| 29. června    | Tha Crossroads                      | Bone Thugs-N-Harmony                            |
| 6. července   | Tha Crossroads                      | Bone Thugs-N-Harmony                            |
| 13. července  | How Do U Want It / California Love  | 2Pac feat. K-Ci and JoJo / feat. Dr. Dre a Zapp |
| 20. července  | How Do U Want It / California Love  | 2Pac feat. K-Ci and JoJo / feat. Dr. Dre a Zapp |
| 27. července  | You're Makin' Me High / Let It Flow | Toni Braxton                                    |
| 3. srpna      | Macarena                            | Los Del Rio                                     |
| 10. srpna     | Macarena                            | Los Del Rio                                     |
| 17. srpna     | Macarena                            | Los Del Rio                                     |
| 24. srpna     | Macarena                            | Los Del Rio                                     |
| 31. srpna     | Macarena                            | Los Del Rio                                     |
| 7. září       | Macarena                            | Los Del Rio                                     |
| 14. září      | Macarena                            | Los Del Rio                                     |
| 21. září      | Macarena                            | Los Del Rio                                     |
| 28. září      | Macarena                            | Los Del Rio                                     |
| 5. října      | Macarena                            | Los Del Rio                                     |
| 12. října     | Macarena                            | Los Del Rio                                     |
| 19. října     | Macarena                            | Los Del Rio                                     |
| 26. října     | Macarena                            | Los Del Rio                                     |
| 2. listopadu  | Macarena                            | Los Del Rio                                     |
| 9. listopadu  | No Diggity                          | BLACKstreet feat. Dr. Dre                       |
| 16. listopadu | No Diggity                          | BLACKstreet feat. Dr. Dre                       |
| 23. listopadu | No Diggity                          | BLACKstreet feat. Dr. Dre                       |
| 30. listopadu | No Diggity                          | BLACKstreet feat. Dr. Dre                       |
| 7. prosince   | Un-Break My Heart                   | Toni Braxton                                    |
| 14. prosince  | Un-Break My Heart                   | Toni Braxton                                    |
| 21. prosince  | Un-Break My Heart                   | Toni Braxton                                    |
| 28. prosince  | Un-Break My Heart                   | Toni Braxton                                    |